# Orlando Engelaar
Orlando Wensley Engelaar (wym. [ɔrˈlɑndoʊ̯ ˈɛŋəlaːr]; ur. 24 sierpnia 1979 w Rotterdamie) – holenderski piłkarz występujący na pozycji środkowego pomocnika.

## Kariera klubowa
Orlando Engelaar jest wychowankiem Feyenoordu, w którym trenował od szóstego roku życia. Zawodową karierę rozpoczynał w 2000 roku w NAC Breda. Początkowo pełnił tam rolę rezerwowego, jednak regularnie dostawał szanse gry. W debiutanckim sezonie wystąpił w osiemnastu meczach i wraz z drużyną zajął dziewiąte miejsce w tabeli Eredivisie. W kolejnych rozgrywkach na boisku pojawił się o trzy razy mniej, a NAC uplasowało się na szóstej pozycji. Miejsce w podstawowej jedenastce holenderskiego zespołu wywalczył w sezonie 2002/2003, kiedy to rozegrał 33 spotkania. Strzelił w nich dwanaście bramek i w dużym stopniu przyczynił się do wywalczenia przez swój klub czwartego miejsca w lidze. W rozgrywkach 2003/2004 Engelaar także należał do najważniejszych piłkarzy w drużynie. W barwach ekipy z Bredy holenderski zawodnik wystąpił łącznie w 98 pojedynkach, w których 22 razy wpisał się na listę strzelców.
Na samym początku sezonu 2004/2005 Engelaar podpisał kontrakt z belgijskim Genkiem. Początkowo jednak NAC zablokowało transfer, a sam Holender chciał nawet pozwać klub do sądu. W Racingu Genk nie miał tam problemu ze znalezieniem sobie miejsca w podstawowej jedenastce. Razem z nowym klubem zajmował kolejno trzecie i piąte miejsce w Eerste Klasse, rozważał nawet zmianę narodowości na belgijską. Dla RC Genk rozegrał 58 meczów, a tuż po rozpoczęciu sezonu 2006/2007 powrócił do Holandii i został zawodnikiem FC Twente. „Tukkers” zajęli czwartą pozycję w lidze, a sam Engelaar wystąpił w 30 pojedynkach.
Dobra forma byłego zawodnika NAC Breda została dostrzeżona między innymi przez PSV Eindhoven i AFC Ajax, które wyraził chęć pozyskania Engelaara. Wcześniej zainteresowanie nim wyraził Feyenoord, jednak sam piłkarz nie chciał dołączył do ekipy „Portowców”. Sam Engelaar poinformował po pewnym czasie, że nie zamierza zmieniać klubu, jednak 3 lipca odszedł do FC Schalke 04. Holenderski zawodnik był kapitanem drużyny Twente. Dla Schalke piłkarz rozegrał 25 meczów w Bundeslidze, w tym 17 w podstawowym składzie.
22 czerwca 2009 roku Engelaar został zawodnikiem PSV Eindhoven, z którym podpisał czteroletni kontrakt. Kierownictwo klubu zapłaciło za transfer 3,5 miliona euro. Engelaar od razu wywalczył sobie miejsce w podstawowym składzie nowego zespołu.

## Kariera reprezentacyjna
W reprezentacji Holandii Engelaar zadebiutował 2 czerwca 2007 roku w towarzyskim spotkaniu przeciwko Korei Południowej. 6 maja 2008 roku znalazł się w kadrze Marco van Bastena na Euro 2008. Na turnieju tym był podstawowym zawodnikiem ekipy „Oranje”.